# 印度—烏茲別克斯坦關係
印度－烏茲別克斯坦關係（英語：India-Uzbekistan relations），是指印度和烏茲別克斯坦的雙邊外交關係。

## 歷史

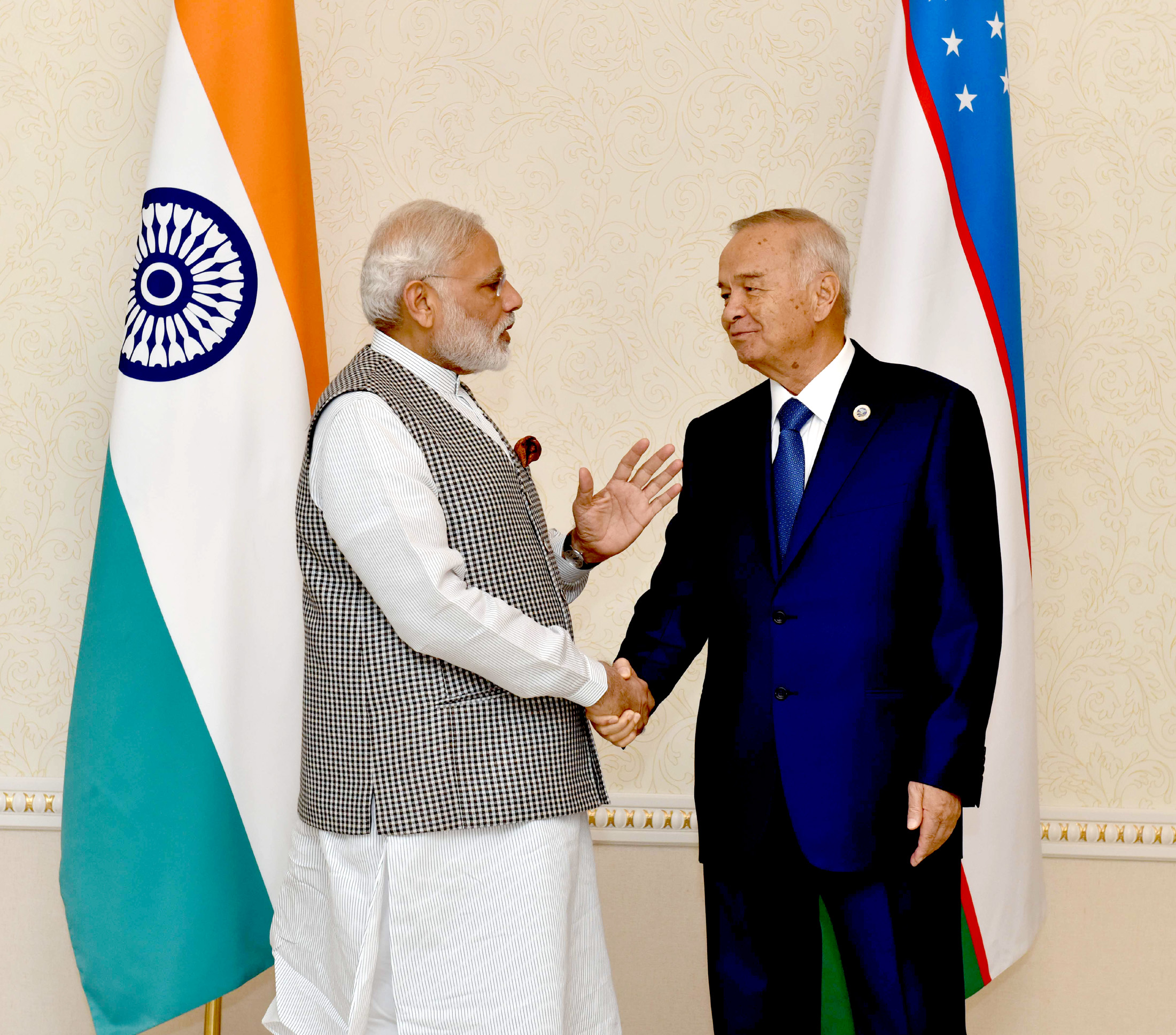
印度總理納倫德拉·莫迪和烏茲別克總統伊斯蘭·卡裡莫夫。

14世紀末，來自渴石的帖木兒曾入侵洗劫印度的德里，而莫臥兒帝國的奠基人巴布爾，生於現在烏茲別克斯坦的安集延，莫臥兒帝國曾在1526年–1857年統治印度。
1955年6月7日至23日，印度第一任總理賈瓦哈拉爾·尼赫魯在訪問蘇聯期間訪問了塔什干和撒馬爾罕。他於1961年9月6日至12日的國事訪問期間再次訪問塔什干。塔什干是1966年1月印度總理拉尔·巴哈杜尔·夏斯特里與巴基斯坦總統阿尤布·汗之間歷史性會晤的地點。蘇聯總理阿列克謝·柯西金為代表的擔任主持人。在聯合國，美國和蘇聯的壓力下，塔什干會議迫使印度放棄了被征服的巴基斯坦地區和1949年在克什米爾的停火線，結束了1965年的第二次印巴戰爭。總理沙斯特里死於塔什干，在凌晨2點簽署塔什干宣言後的第二天，據報導是由於心臟病發作，但人們稱死後背後有陰謀。他是第一位死於海外的印度總理。
烏茲別克斯坦於1991年9月1日宣布獨立。印度駐塔什干總領事館於1987年4月7日開放，1992年3月18日昇格為大使館。
纳拉辛哈·拉奥於1993年5月23日至25日成為第一位訪問烏茲別克斯坦的印度總理。總理曼莫漢·辛格於2006年4月25日至26日訪問了該國。烏茲別克斯坦總統卡里莫夫 在1991年，1994年，2000年，2005年和2011年5月曾多次訪問印度。總理納倫德拉·莫迪於2015年7月訪問了烏茲別克斯坦。
卡里莫夫的繼承人肖開提·米爾則亞耶夫計劃於2018年秋訪問印度。

## 貿易
2012年，印度與烏茲別克斯坦的雙邊貿易額為2.020億美元。